# Victoria Calzada
Victoria Calzada Falcón (Montevideo, 2 de julio de 1985) es una bioquímica, profesora, investigadora y científica uruguaya.

## Biografía
Hija de Estela Falcón y Rafael Calzada, estudió la licenciatura de bioquímica en la Facultad de Ciencias de la Universidad de la República egresando en 2008. Continuó sus estudios en la misma universidad con el doctora en química en 2015.
Es especialista en el área de aptámeros e imagenología molecular, publicó varios artículos en revistas internacionales. 
Desde 2012 es miembro del Sistema Nacional de Investigadores (SNI) de Uruguay y actualmente es nivel 1.  En 2020 fue galardonada con el Premio L'Oréal UNESCO a Mujeres en Ciencia por el proyecto titulado “Desarrollo de biofármacos basados en aptámeros”.
Desde 2019 Calzada es coordinadora de la Red Iberoamericana de Aptámeros (REDIBA).